# Majeutik
Majeutik (maieutik, majevtik) är ett begrepp filosofen Sokrates använder sig av i sin kunskapsteori. Han menar att ett bra sätt att lägga kunskap på minnet är att locka fram kunskapen genom att en lärare stimulerar tänkandet istället för att ge svaren. Meningen är att den kunskap som kommer fram i en dialog skall uppfattas som själv alstrat vetande och inte som kunskap som kommer utifrån.
Majeutik betyder förlossningskonst/barnmorskekonst.
Tankarna är mer eller mindre relaterade till Platons sätt att lära ut, anamnesis.